# Caldarchaeales
Caldarchaeales o Aigarchaeota es un orden candidato de arqueas recientemente propuesto a partir de muestras genómicas de la especie candidata Caldiarchaeum subterraneum, encontrada en las profundidades de una mina de oro en Japón y todavía no cultivada. Además, el material genético de Aigarchaeota ha sido encontrado en muestras tomadas de ambientes geotermales tanto terrestres como marinos, a lo largo del mundo, lo que permitiría distinguir por lo menos tres familias. 
Los análisis genéticos realizados apoyan la pertenencia de Caldarchaeales en Nitrososphaeria o Thaumarchaeota.
El genoma de C. subterraneum presenta características bastante diferentes a las de otras arqueas, codificando proteínas como Ub, E1, E2 y una pequeña proteína de la familia de dedo RING de cinc, que pertenecen a un sistema modificador similar al de la ubiquitina. Las características estruturales de estas proteínas son más parecidas a los sistemas eucarióticos que a los procarióticos. Los genes encontrados en el genoma de Caldiarchaeum subterraneum sugieren que podría crecer quimiolitotróficamente utilizando hidrógeno o monóxido de carbono como donante de electrones, mientras que usaría oxígeno y nitrito como aceptores de electrones.
Algunos autores opinan que en realidad este supuesto grupo forma parte de Nitrososphaeria o Thaumarchaeota y que Caldiarchaeum subterraneum debe ser clasificado como Nitrososphaeria.